# BreadTube
A BreadTube vagy a LeftTube online tartalomkészítők laza és informális csoportja, akik videotartalmat, gyakran videoesszéket és élő közvetítést készítenek szocialista, kommunista, anarchista és más baloldali nézőpontokból. A BreadTube alkotói általában olyan videókat tesznek közzé a YouTube -on, amelyeket más online platformokon, például a Redditen is megvitatnak. A BreadTube alkotói élő közvetítést is közvetítenek a Twitchen.
A BreadTube alkotóiról köztudott, hogy részt vesznek egyfajta „algoritmikus eltérítésben”. ami azt jelenti, hogy ugyanazokra a témákra összpontosítanak, amelyekről a politika jobboldalán elhelyezkedő tartalomgyártók is megvitatnak. Ez lehetővé teszi, hogy videóikat ugyanazon közönség számára ajánlják, akik jobboldali vagy szélsőjobboldali videókat fogyasztanak, ezáltal szélesebb közönséggel is megismertetve nézőpontjaikat. Sok BreadTube tartalomkészítőt közösségi finanszírozásból támogatnak, a csatornák pedig baloldali perspektívákkal ismertetik meg a nézőiket.

## Eredet
A BreadTube kifejezés Pjotr Kropotkin A kenyér meghódítása című könyvéből származik, egy könyvből, amely elmagyarázza, hogyan lehet elérni az anarcho-kommunizmust és hogyan működne egy anarcho-kommunista társadalom.
A Breadtube jelenség kiindulási pontja nehezen határozható meg - de a legtöbb BreadTube-csatorna a 2010-es évek közepén terjedt el, a társadalmi igazságosság eszméit ellenző, kritikával illető alt-right ideológiai irányzattal szemben. 2018-ra ezek a csatornák összefüggő közösséget alkottak. Két prominens korai BreadTuber volt Lindsay Ellis, aki 2015-ben elhagyta a Channel Awesome -ot, hogy saját csatornát indítson a Gamergate-vitára válaszul, és Natalie Wynn, aki 2016-ban elindította ContraPoints csatornáját, válaszul az alt-right online dominanciájára. Wynn szerint a BreadTube, az alt-right, a androszféra és az incelek eredete az új ateizmusra vezethető vissza.

## Formátum
A BreadTube-videók gyakran magas produkciós értékkel rendelkeznek, színházi elemeket tartalmaznak, és hosszabb ideig futnak, mint a tipikus YouTube-videók. Sokan közvetlen válaszok a jobboldali beszédkérdésekre.  Míg a jobboldali alkotók videói gyakran ellenségesek politikai ellenfeleikkel szemben, a BreadTubers megpróbálja elemezni és megérteni ellenfeleik érveit, gyakran felforgatást, humort és „csábítást” alkalmazva. Sokuk célja széles közönség megszólítása, ahelyett, hogy "a kórusnak prédikálnának" olyan embereket, akik még nem képviselnek baloldali nézeteket. A videók gyakran nem érnek véget szilárd következtetéssel, hanem arra ösztönzik a nézőket, hogy vonjanak le saját következtetéseket a hivatkozott anyagból. Mivel a BreadTube csatornák gyakran idéznek baloldali és szocialista szövegeket érveik alátámasztására, ez bevezetőként szolgálhat a baloldali gondolkodásba nézőik számára.

## Figyelemre méltó csatornák
A BreadTube tartalom angol nyelvű, és a legtöbb BreadTuber az Egyesült Államokból vagy az Egyesült Királyságból származik. A kifejezés informális és gyakran vitatott, mivel nincsenek elfogadott kritériumok a felvételre. A The New Republic szerint 2019-ben a leggyakrabban példaként említett öt személy ContraPoints, Lindsay Ellis, Hbomberguy, Philosophy Tube és Shaun, míg Kat Blaque -ot és Anita Sarkeesian- t említik jelentős hatásként. Ian Danskin (más néven Innuendo Studios ), Hasan Piker, Vaush, és Destiny is a BreadTube részeként került leírásra. Ezek közül többen elutasították a címkét.

## Finanszírozás
Sok BreadTuber-t elsősorban a Patreon havi adományaiból finanszíroznak, és megtagadják a reklámokból és szponzorálásból származó bevételeket. Mivel nem függenek ettől a bevételtől, a BreadTubers nagyobb szabadsággal rendelkezik a kritikus tartalmak előállításában.

## Fogadtatás
A The Conversation szerint 2021-től a BreadTube tartalomkészítői "havonta több tízmillió megtekintést kapnak, és a média és az akadémia egyre gyakrabban hivatkozik rájuk a deradikalizálódás esettanulmányaként". A The Independent szerint a BreadTube "kommentátorai meglehetősen sikeresen próbáltak beavatkozni a jobboldali toborzási narratívába, kiemelve a nézőket a nyúllyukból, vagy legalábbis áthelyezni őket egy újba."

## Fordítás
Ez a szócikk részben vagy egészben  a   BreadTube című angol Wikipédia-szócikk ezen változatának fordításán alapul.  Az eredeti cikk szerkesztőit annak laptörténete sorolja fel. Ez a jelzés csupán a megfogalmazás eredetét és a szerzői jogokat jelzi, nem szolgál a cikkben szereplő információk forrásmegjelöléseként.